# Raylee
Raylee Charlotte Kristiansen, conocida simplemente como Raylee y anteriormente como Lotta (Tromøy, 28 de junio de 1997), es una cantante noruega.

## Biografía
Raylee dio sus primeros pasos en el mundo del espectáculo cuando era niña, interpretando el papel principal en el musical Annie en Oslo. Al año siguiente, saltó a la fama como cantante gracias a sus videos de YouTube, que acumularon millones de visitas y que la llevaron a firmar un contrato con Sony Music Entertainment Norway.
En 2014, participó en el programa de televisión de canto Stjernekamp en NRK1. Luego, a principios de 2015, participó en el Melodi Grand Prix, el programa de selección del representante noruego en el Festival de Eurovisión, donde presentó el sencillo Louder. Al año siguiente, quedó 3ª en Skal vi danse, la versión noruega de Dancing with the stars, emitida por TV 2.
Raylee volvió a participar en el Melodi Grand Prix en 2020 con el inédito Wild. Esta vez se las arregló para clasificarse para la superfinal a cuatro. La canción alcanzó el éxito comercial, obteniendo la posición 24 en las listas noruegas y siendo certificada oro por IFPI Norge con más de 30.000 copias vendidas en todo el país. En 2021, volvió a participar cantando Hero en la segunda semifinal y clasificándose directamente para la final.

## Discografía

### Álbumes
- 2009 – Min egen stil
- 2011 – Bevis at du tør

### Sencillos
- 2009 – Rundt og rundt
- 2013 – Get Ya Heels On
- 2014 – We Make It Burn
- 2014 – Back to Now
- 2014 – Wish for You
- 2015 – Louder
- 2016 – Falling Awake
- 2016 – Bare vi
- 2017 – Love Me
- 2019 – Don't Wanna Let It Go
- 2020 – Wild
- 2020 – Unspoken
- 2021 – Hero